# You Have Killed Me
You Have Killed Me er titlen på en komposition af sangeren og sangskriveren Morrissey, som  både blev udgivet som en del af albummet Ringleader of the Tormentors, men også som førstesingle i forbindelse med promovation af netop dette album. Singlen blev udgivet d. 27 marts, 2006. Nummeret er skrevet af sangeren Morrissey og guitarist Jesse Tobias. 
Sangteksten er en bizar hentydning til filmmageren Pier Paolo Pasolinis film, Accattone(1961), om prostitution in Roms slum, som det kan høres i tekstens første linjer: Pasolini is me/ Accattone you’ll be. Der er megen spekulation om dette betydningen af dette udsagn. Nogle fans mener at det blot er et eksempel den romerske påvirkning på Morrissey, mens andre tror at det er en hentydning til tab af mødom, eftersom Accattone er Pasolinis første film.

## Trackliste

### CD2
1. "You Have Killed Me"
2. "Human Being"
3. "I Knew I Was Next"
4. "You Have Killed Me" (Video)

### CD1
1. "You Have Killed Me"
2. "Good Looking Man About Town"

### 7" vinyl single
1. "You Have Killed Me"
2. "Good Looking Man About Town"

### U.S./Canadisk CD
1. "You Have Killed Me"
2. "Human Being"
3. "Good Looking Man About Town"
4. "I Knew I Was Next"

## Musikere
- Morrissey: Vokal
- Boz Boorer: Guitar
- Jesse Tobias: Guitar
- Alain Whyte: Guitar
- Gary Day: Bas
- Michael Farrell: Keyboard
- Matt Chamberlain: Tromme

## Eksterne links
- Info om singlen Arkiveret 28. december 2005 hos  Wayback Machine
- Q&A Arkiveret 16. juli 2012 hos  Wayback Machine
- Billboard magazine preview
- Den "officielle" Morrissey MySpace side
- Sang tekster & forklaringer af deres betydninger  Arkiveret 1. juli 2006 hos  Wayback Machine